# تشمینی
تشمینی (به چکی: Čeminy) یک منطقهٔ مسکونی در جمهوری چک است که در ناحیه پلزن-شمالی واقع شده‌است. تشمینی ۱۰٫۴۴ کیلومتر مربع مساحت و ۲۵۴ نفر جمعیت دارد و ۳۵۲ متر بالاتر از سطح دریا واقع شده‌است.